# Tamer Levent
Tamer Levent (Smirne, 13 ottobre 1950) è un attore, regista, direttore artistico e scrittore turco, noto per aver interpretato il ruolo di Tahsin Korludağ in Brave and Beautiful (Cesur ve Güzel).

## Biografia
Tamer Levent è nato il 13 ottobre 1950 a Smirne (Turchia), figlio del giudice penale pesante Zeki Bey e della stilista Meral Hanım.

### Carriera

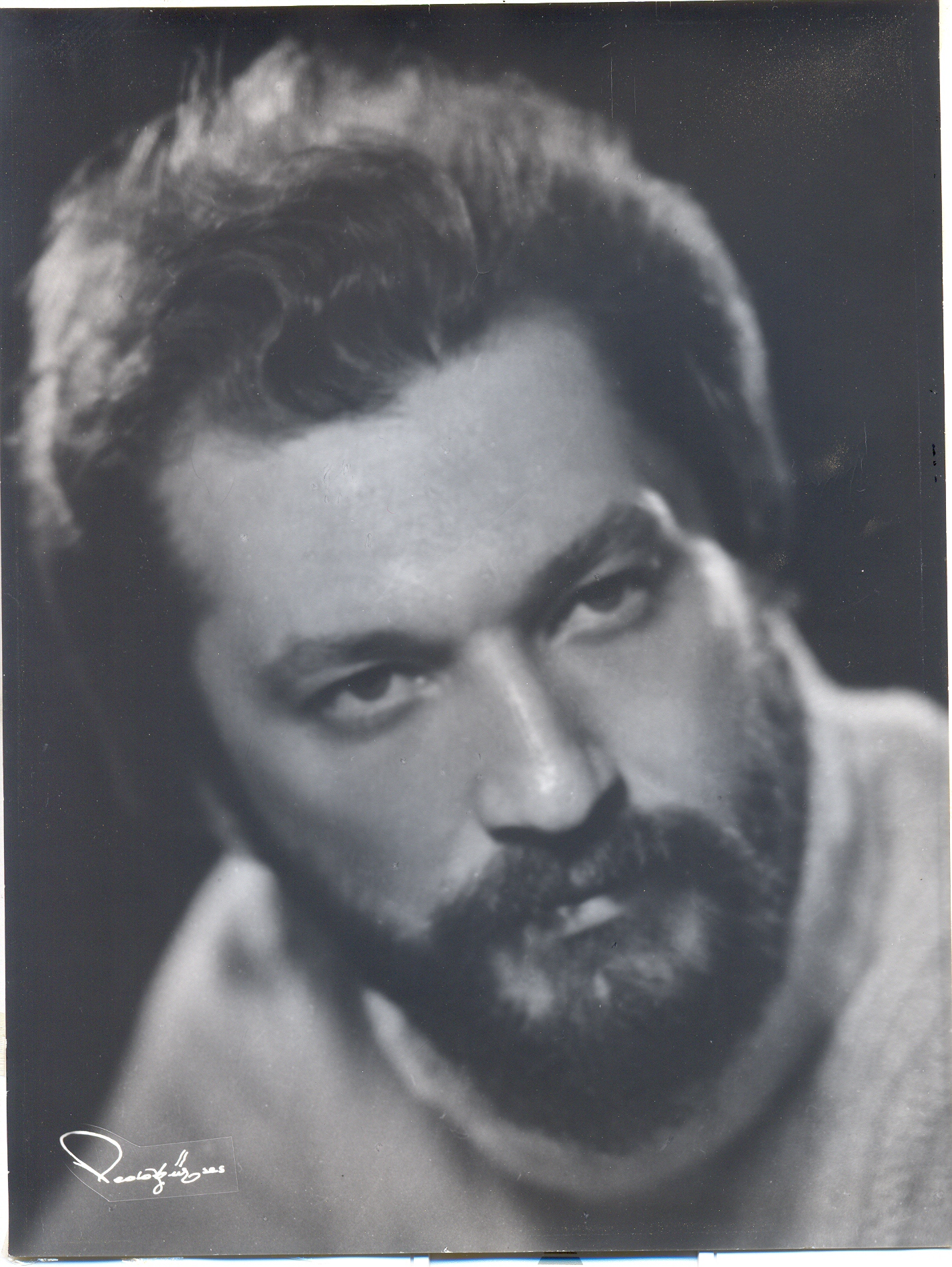
Tamer Levent durante il suo primo anno in conservatorio

Tamer Levent ha studiato al liceo Izmir Turkish College. Produttore e presentatore del popolare programma televisivo di TRT 2, Evening Towards the Night. Il 25 marzo 1994 viene eletto Direttore Generale dei Teatri di Stato, con domanda presentata per la prima e ultima volta nei Teatri di Stato. Durante questo incarico, che svolse fino al 10 agosto 1994, realizzò il progetto Sì all'Arte, che fece molto rumore nel suo Paese. Ha svolto studi teorici e applicativi in linea con la definizione e la diffusione della cultura teatrale. Nel 2003 Tamer Levent, il cui palcoscenico è stato aperto dal Comune di Çorlu (Tamer Levent Stage del comune di Çorlu ). Ha iniziato gli studi di recitazione e dramma creativo nell'istruzione in Turchia. Ha eseguito la prima tournée russa dei Teatri di Stato con l'opera teatrale Recreation di Ülkü Ayvaz, che ha messo in scena.
Nel 1971 è entrato nel dipartimento del teatro del Conservatorio statale di Ankara con un esame di livello. Si è laureato presso il Dipartimento Superiore del Conservatorio di Stato di Ankara nel 1977. Ha lavorato nei Teatri di Stato prima come attore e poi come regista. Ha lavorato come direttore generale e vicedirettore generale dei Teatri di Stato. Giochi diretti; È stato invitato a festival in Russia, Canada, Corea del Sud, Iran e Cipro del Nord. Ancora lo staff è direttore del Teatro di Stato e del Teatro di Stato dell'Opera e del Balletto Fondazione TOBAV con Theatre È il fondatore e primo presidente dell'Associazione professionale degli attori TOMEB.

### Studi

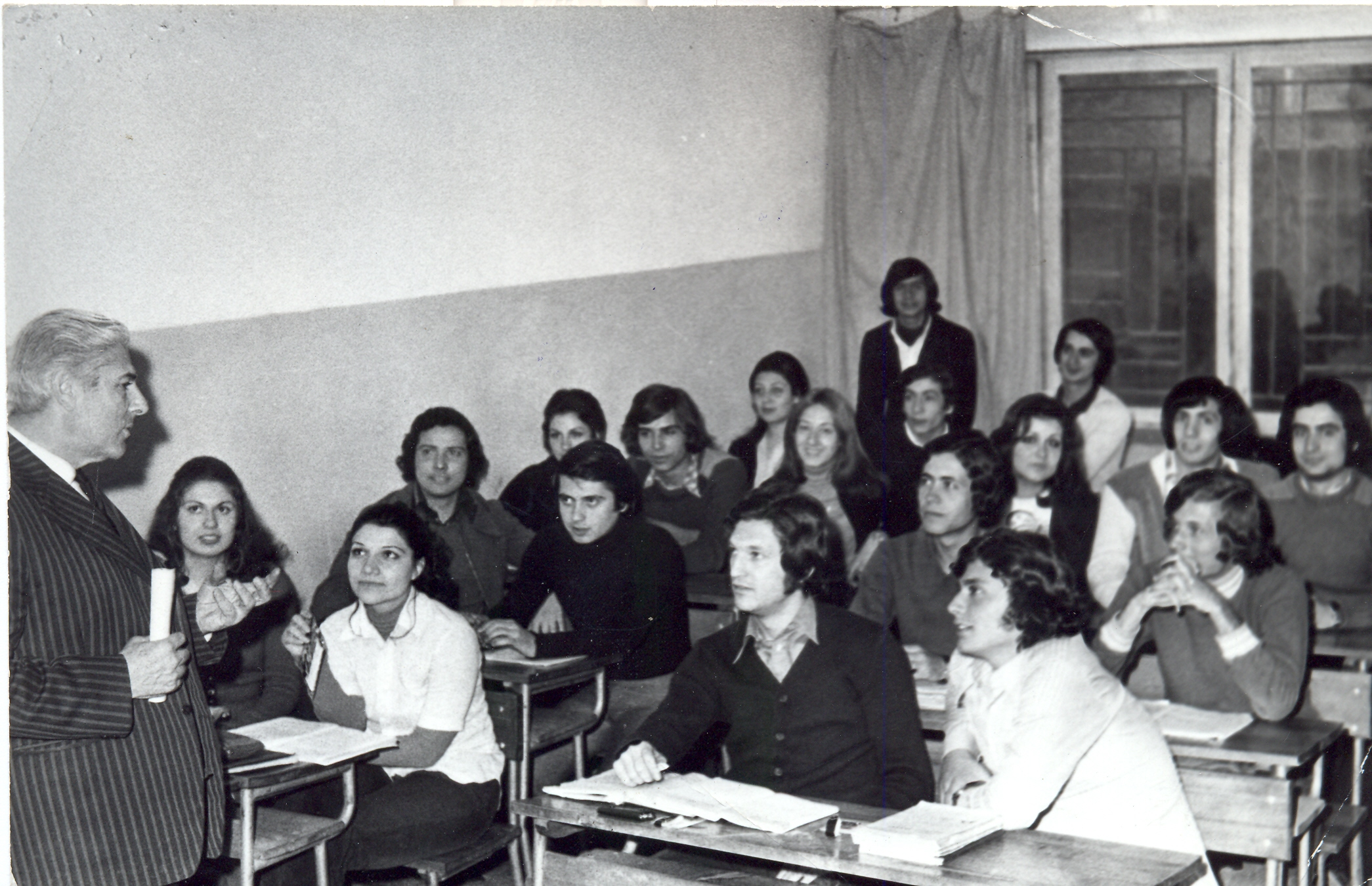
Tamer Levent nella classe dell'insegnante Nüzhet Şenbay, con il suo amico Haluk Bilginer

Tamer Levent ha studiato Facoltà di Scienze dell'Educazione dell'Università di Ankara, Università di Eskişehir Anadolu, Dipartimento di teatro dell'Università di New York, Dipartimento di teatro della Scuola d'arte di Berlino; Ha insegnato "Recitazione creativa" al Bretton Hall College nello Yorkshire e all'Università di Warwick. Ha preso parte a comitati e organizzazioni dove sono stati formati i principi degli incontri teatrali tenuti con il Parlamento europeo in Belgio, Lussemburgo e Ungheria e ha diretto una serie di laboratori. Tamer Levent, che ha realizzato workshop a lungo termine in Francia e Tunisia e ha trasformato i risultati in uno spettacolo, ha realizzato anche serial e fiction alla radio e alla televisione. Attraverso la notte su TRT Radio-1. Ha realizzato un programma di comunicazione dal vivo con il pubblico. Ha realizzato documentari sulla Cina e l'India.
Ha diretto laboratori teatrali in molti paesi del mondo. Ha curato la regia e il testo del programma televisivo con la coreografia di Binnaz Aydan per l'adattamento per balletto dell'opera teatrale Bernarda Alba'nın Evi. Tamer Levent è anche il rappresentante per la Turchia della FIA (International Federation of Actors). È stato membro del consiglio di amministrazione della IATA (International Amateur Theatre Association). I suoi articoli sono stati pubblicati su riviste locali e straniere. Tamer Levent, che è il presidente generale della TOBAV (Fondazione dei dipendenti del teatro dell'opera e del balletto di Stato) oltre alle sue opere di recitazione e regia, ha iniziato gli studi di recitazione presso l'Art Institute Test Stage, che ha fondato nel 1984.
(Dal discorso tenuto da Tamer Levent all'apertura del Tamer Levent Stage del comune di Çorlu, inaugurato il 1º aprile 2003)

## Vita privata
Tamer Levent ha sposato la produttrice televisiva Seynan Levent nel 1982, e dalla relazione sono nati due figli: Efe nato nel 1984 e sua figlia Hazel nata nel 1985.

## Teatro e opera

### Come attore
- 1975: İstanbul Efendisi - Musahipzade Celal (tour a Cipro)
- 1977: My Fair Lady (Musical) – basato su Bernard Shaw Pygmalion, Ankara Teatri di Stato turchi
- 1977: The Misanthrope – Molière, Ankara teatro di stato
- 1977: New Sufferings of Young W., Ulrich Plenzdorf, Ankara teatro di stato
- 1978: Billy Budd - Herman Melville
- Sultan Kız (gioco per bambini) - Osman Güngör Feyzoğlu
- 1979: Monserrat - Emmanuel Roblès
- Liberated Don Quixote – Anatoly Lunacharsky
- The Resistible Rise of Arturo Ui - Bertolt Brecht
- Keşanlı Ali Destanı - Haldun Taner
- Bir Sabah Gülerek Uyan - Necati Cumalı
- Voll auf der Rolle - Leonie Ossowski
- Everlasting Husband - Victor Heim
- Ivona, Princess of Burgundia - Witold Gombrowicz
- Matmazel Helsinka - Georgas Astalos
- Karacaoğlan – Dinçer Sümer
- Sanatçının Ölümü – Yılmaz Onay
- Tartuffe – Molière
- Path of Dreams - Tennessee Williams
- Yaşamaya Dair - adattato da Tamer Levent, basato sul libro di Nâzım Hikmet
- Ramazan'la Cülide – Erhan Gökgücü
- 2008: Happy New Year – Peter Turrini, Beşiktaş municipale; Centro culturale Akatlar; Istanbul
- 2008: Life of Galileo – Bertolt Brecht, Ankara State Theater
- 2009: Yalancının Resmi - Memet Baydur, Mask-Kara Theater, Istanbul
- 2012: The Merchant of Venice - William Shakespeare, Ankara teatro di stato
- 2013: Rain Man - Dan Gordon, presso il teatro Keyfi Istanbul
- 2014: Kuvayi Milliye (Kurtuluş Savaşı Destanı), presso il teatro 2000 di Istanbul – Nazım Hikmet
- 2016: Equus, presso il teatro Müstesna, Peter Shaffer

### Come direttore
- Bir Elin Nesi Var (gioco per bambini) – Muharrem Buhara
- Bütün Dünya Oyun Sahnesi – Tamer Levent
- The House of Bernarda Alba – Federico García Lorca
- Yeniden Yaratma-oyun-Ülkü Ayvaz, ilk SSCB turnesi
- Önce İnsan - Yılmaz Karakoyunlu (tour in Canada)
- Masal Kadınları - Tamer Levent (Corea del Sud, tour in Iran)
- Carmen - Georges Bizet, Smirne Opera e balletto di stato turco
- Man of La Mancha di Don Quixote, Mersin, opera e balletto di stato
- Yaşamaya Dair - Nâzım Hikmet (scenario), Ankara Opera e balletto di stato
- Caligula - Albert Camus
- Bakkhai - Euripides
- Kalpaklılar, adattato da Tamer Levent, basato sul libro di Samim Kocagöz
- Ney Dans Prodüksiyonu, scenario di Tamer Levent
- Ferhat ile Şirin, presso il teatro di Smirne – Nazım Hikmet
- A Place with the Pigs – Athol Fugard
- Midas'ın Kulakları - Güngör Dilmen, presso il teatro di stato di Konya
- Yalancının Resmi, presso il teatro di Mask-Kara a Istanbul – Memet Baydur
- Ölümü Yaşamak, presso il teatro di stato Diyarbakır – Orhan Asena
- 2012: Ak Kartalın Oğlu Gılgameş, presso il teatro di stato Diyarbakır – Orhan Asena

### Come scrittore
- Bütün Dünya Bir Oyun Sahnesi
- Ya Tutarsa
- Karısına Göre Bir Halk Düşmanı
- Anla Beni
- Masal Kadınları

## Filmografia parziale
- Tatlı Rüyalar, regia di Ahmet Akbayır (1997)
- Yazılar Filmatik, regia di Yılmaz Onay (1998)
- Sam Rüzgarı (2001)
- Gülpare (2005)
- Yaralı Yürek (2007)
- Vazgeç Gönlüm (2007)
- Akşamdan Kalma (2008)
- Akşamdan Kalma 2 (2010)
- Kılıç Günü (2011)
- Akşamdan Kalma 3 (2012)
- Tepenin Ardı (2012)
- Ayaz (2012)
- Atlılar (2012)
- İzzet Kaptan ve Oğlu (2013)
- Su ve Ateş (2013)
- Yunus Diye Göründüm (2013)
- Fatih (2014)
- Kış Uykusu (2014)
- Bana Artık Hicran De (2014
- Corn Island, regia di George Ovashvili (2014)
- Misafir (2015)
- Aşk Yeniden (2015)
- 125 Years Memory (2015)
- Brave and Beautiful (Cesur ve Güzel) – serie TV, 32 episodi (2016-2017)
- İstanbullu Gelin (2017)
- Çiçero (2019)
- Maria ile Mustafa (2020)
- Menajerimi Ara (2021)
- Camdaki Kız (2021)

## Doppiatori italiani
Nelle versioni in italiano dei suoi film e delle sue serie TV, Tamer Levent è stato doppiato da:
- Gino La Monica[7] in Brave and Beautiful[8]

## Riconoscimenti
- 45° Ankara Art Institution Theatre Awards 2009, premio "Miglior attore" (Galileo Galilei – La vita di Galileo)
- 6º Premio Asia Pacific Cinema Academy (APSA); Per il suo ruolo nel film Behind the Hill, è stato nominato come miglior attore insieme agli altri due candidati nazionali
- 24° Ankara Film Festival, è stato selezionato come miglior attore per il suo ruolo nel film Behind the Hill
- 3° Malatya Film Festival, è stato scelto come miglior attore per il suo ruolo nel film intitolato Tepenin Ardı, insieme agli altri suoi co-protagonisti, Mehmet Özgür, Reha Özcan, Berk Hakman e Furkan Berk Kiran
- 81° Language Day Honor Award 2013 Associazione linguistica
- 20º Premio speciale del comitato di selezione dei premi per gli attori di teatro e cinema di Sadri Alışık (Winter Sleep)
- Premio d'onore 2016 al 4° New Magazine Theatre Awards
- 2016 İsmet Kuntay Honor Award
- TAKSAV 21º Festival Internazionale del Teatro di Ankara "Festival Honor Award" 2016

## Membri della giuria internazionale

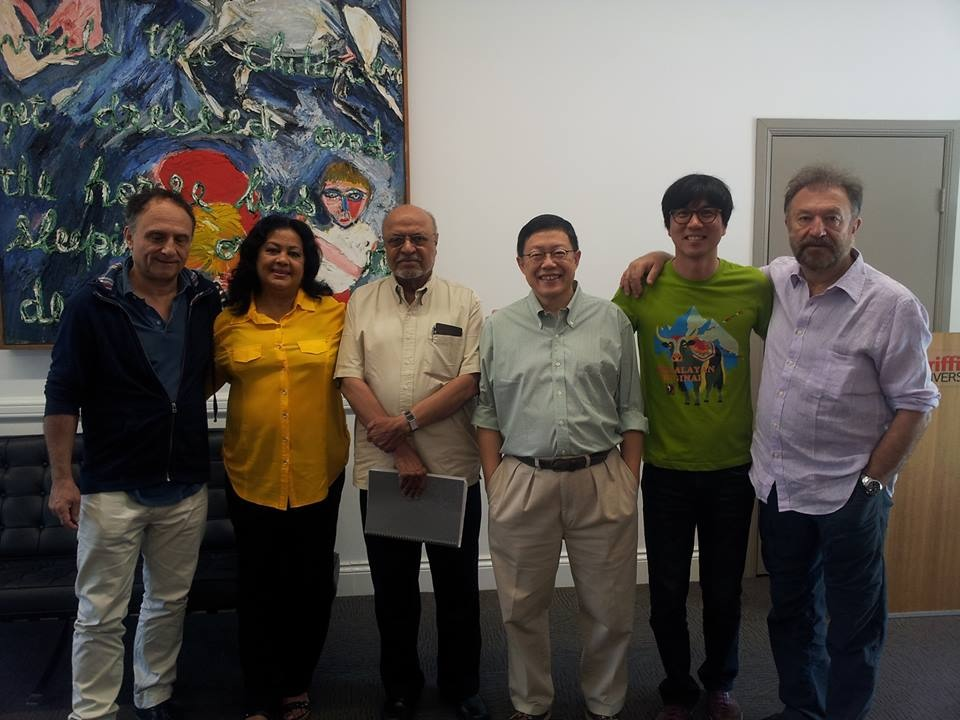
Tamer Levent (a destra) con gli altri giudici del 7° Asia Pacific Cinema Academy Awards (APSA)

- 7th Asia Pacific Cinema Academy Awards (APSA) - giudice[9][10]
- Ankara Short Film Festival - giudice (2014, con la cooperazione dell'UE)

## Adattamenti
- Efruz Bey - Ömer Seyfettin
- Ben ki Abdülcanbaz

## Libri
- Niçin Tiyatro (articolo)
- Ya Tutarsa (gioco), Mitos